# Elliotsmithia
Elliotsmithia – rodzaj gada ssakokształtnego z rodziny Varanopsidae i podrodziny Mycterosaurinae. Żył w późnym permie na terenie dzisiejszej Południowej Afryki.
Pod względem biogeograficznym Elliotsmithia jest bardzo ważnym odkryciem ponieważ, po raz pierwszy odkryto pelykozaura w południowej części Pangei - Gondwany.